# Бял толстолоб
Белият толстолоб (Hypophthalmichthys molitrix) е сладководна риба от групата на внесените и аклиматизирани в България „растителноядни риби“ от семейство Шаранови. Родината му е Далечният изток.

## Биологични особености
Достига относително големи размери и тегло до 20 кг, като световният рекорд е 32 кг и е постигнат край Андонг, Кьонсан-Пукто, Южна Корея.
Тялото на белия толстолоб е странично сплеснато с голяма глава, а очите ѝ са разположени в долната ѝ част. Гръдните плавници са удължени и заострени, и не достигат основата на гръдните плавници. Цветът на тялото е сребристобял, гръдната част е по-тъмна, люспите са много малки и тънки. Дължината на червата при възрастните е 1500 % от дължината на тялото. Глътъчните зъби са еднородни, силно уплътнени и приспособени за мачкане на планктонни водорасли. Килът е по продължение на цялото тяло – започва от аналния отвор и завършва до гърлото. Достига полова зрялост на 3-годишна възраст. Живее в горните слоеве на водата и се храни с развиващия се там планктон. Основната му храна са микроскопичните водорасли, които причиняват „цъфтеж“ на водата. Храни се активно, като филтрира и отбира от водораслите само определени видове. В състава на храната му се срещат всички групи на планктонните водорасли – диатомови, зелени, синьо-зелени и др. При отсъствие на водорасли, обикновено пролет и есен, се храни с разлагащи се органични остатъци, т. нар. детрит. Белият толстолоб е много подвижна и плашлива риба. При шум скача на височина до 1 – 1,5 м над водата.
В България белият толстолоб се размножава само изкуствено. Достоверни съобщения за естествено възпроизводство в страната има единствено в р. Дунав.

## Стопанско значение
Белият толстолоб, независимо от това, че притежава по-бавен темп на нарастване от пъстрия толстолоб, е абсолютно необходим за поликултурата в рибовъдните стопанства, тъй като не влиза в пряка конкуренция с шарана. Хранейки се с неизползваната от другите видове храна - фитопланктона, той спомага за увеличаване на добивите, а ползването му в борба с „цъфтежа“ на водораслите ограничава опасността от замори.
В рибовъдната практика се използват най-често хибридни форми толстолоб. При хибридизация се получава плодовито потомство, което може да се размножава.